# Morulodes
Tribu
Genre
Morulodes est un genre de collemboles de la famille des Neanuridae, le seul de la tribu des Morulodini.

## Distribution
Les espèces de ce genre se rencontrent en Amérique du Nord et en Asie de l'Est.

## Liste des espèces
Selon Checklist of the Collembola of the World (version du 9 octobre 2019) :
- Morulodes ambiguus (Christiansen & Bellinger, 1980)
- Morulodes rishirianus Tanaka & Ischisawa, 2002
- Morulodes serratus (Folsom, 1916)
- Morulodes setosus (Canby, 1926)

## Publications originales
- Cassagnau, 1955 : Sur un essai de classification des Neanuridae holarctiques et sur quelques espèces de ce groupe (Collembola). Revue Française d'Entomologie, vol. 22, p. 134-163.
- Cassagnau, 1983 : Un nouveau modèle phylogénétique chez les collemboles Neanurinae. Nouvelle Revue d'Entomologie, vol. 13, no 1, p. 3-27.